# Петропавловка (Чебулинський округ)
Петропа́вловка (рос. Петропавловка) — присілок у складі Чебулинського округу Кемеровської області, Росія.

## Населення
Населення — 39 осіб (2010; 80 у 2002).
Національний склад (станом на 2002 рік):
- росіяни — 96 %